# Haplogrup CR del cromosoma Y humà
L'haplogrup CT (antic CR) del cromosoma Y humà és un haplogrup format a partir de l'haplotip (M168, M294) del cromosoma Y humà.
L'haplogroup CT conté el canvi M168, que només és present en tots els cromosomes Y excepte l'A i el B i és per tant el tipus ancestral comú de tota la immigració prehistòrica cap a fora de l'Àfrica. Es creu que la mutació va aparèixer fa aproximadament 100.000 anys al nord-est de l'Àfrica.